# 淮海1943年夏季战役
淮海1943年夏季战役，中国亦称“淮海1943年夏季攻势”，是中国抗日战争中中日双方发生的战役。中方作战223次，攻克据点40余处。